# Nagyágit
Nagyágit, veraltet auch als Blättererz, Blättertellur, Nagyiakererz oder Nagyakker-Silber bekannt, ist ein selten vorkommendes Mineral aus der Mineralklasse der „Sulfide und Sulfosalze“. Es kristallisiert im monoklinen Kristallsystem mit der chemischen Zusammensetzung [Pb3(Pb,Sb)3S6](Au,Te)3 und gehört strukturell zu den Sulfosalzen.
Nagyágit ist in jeder Form undurchsichtig (opak) und entwickelt meist grauweiße oder bleigraue bis schwarze Kristalle mit dünntafeligem bis blättrigem Habitus und metallischem Glanz, aber auch körnige bis massige Aggregate. Durch multiple Zwillingsbildung täuscht Nagyágit oft eine pseudoorthorhombische bis -tetragonale Symmetrie vor.

## Etymologie und Geschichte
Bereits  1782 untersuchte der österreichische Chemiker und Mineraloge Franz Joseph Müller von Reichenstein die damals noch unbekannten Minerale Nagyágit und Sylvanit in den Golderzen aus der Grube Mariahilf bei Zlatna (dt. Klein Schlatten, ung. Zalatna) nahe Sibiu (dt. Hermannstadt, Siebenbürgen, Rumänien), die weniger Gold als erwartet enthielten. Er führte dies auf das Vorkommen eines neuen, bislang unbekannten Elementes zurück, und verlieh der metallischen Phase den Namen metallum problematicum (auch aurum problematicum beziehungsweise aurum paradoxum).
1797 untersuchte Martin Heinrich Klaproth in Berlin die Proben von Reichenstein erneut, bestätigte im Jahr darauf dessen Vermutung und verlieh dem neuen Element den Namen Tellur.
Abraham Gottlob Werner führte 1789 die Bezeichnung Nagiakererz bzw. Nagyakker-Silber in seiner Mineralsystematik ein und ergänzte diesen mit der Bemerkung: „Von dem Nagyakker-Silber ist mir zur Zeit noch nichts weiter bekannt, als dass es mit dem Nagyakker-Golderz den Geburtsort, wie schon der Nahme zeigt, gemein hat, auch demselben überhaupt ziemlich ähnlich, jedoch heller von Farbe ist.“ Dietrich Ludwig Gustav Karsten übernahm diese Bezeichnung zunächst, änderte diesen aber 1800 mit der Begründung „Der in Wien übliche Gattungs-Name Blättererz ist in mancher Hinsicht vorzüglicher als das geographische Wort Nagyakkererz.“
Haidinger bezeichnete das Mineral 1845 in seinem „Handbuch der bestimmenden Mineralogie“ schließlich als Nagyagit, in Anlehnung an dessen bereits von Werner genannten Typlokalität Nagyág (heute Săcărâmb) im Kaisertum Österreich (heute Rumänien).
Zum Ende des 20. Jahrhunderts wurde Nagyágit als potentieller Hochtemperatursupraleiter erneut untersucht. Erst im Zuge dieser Forschungen wurde 1999 die Kristallstruktur von Nagyágit von Mineralogen in Wien und Salzburg endgültig geklärt.
In älteren Publikationen ist der Mineralname meist in der Schreibweise Nagyagit (ohne Akut) zu finden, was allerdings nicht den Vorgaben zur Mineralbenennung der International Mineralogical Association (IMA) entspricht, nach der beispielsweise Minerale, die nach einem geographischen Fundort benannt wurden, darauf geachtet werden muss, dass die Schreibweise des Namens derjenigen an der Typlokalität entspricht. Die bei vielen Mineralen uneinheitliche Schreibweise ihrer Namen wurde mit der 2008 erfolgten Publikation „Tidying up Mineral Names: an IMA-CNMNC Scheme for Suffixes, Hyphens and Diacritical marks“ bereinigt und der Nagyágit wird seitdem international in der Schreibweise mit dem zugehörigen Akut geführt.

## Klassifikation
In der letztmalig 1977 überarbeiteten 8. Auflage der Mineralsystematik nach Strunz gehörte der Nagyágit zur Mineralklasse der „Sulfide und Sulfosalze“ und dort zur Abteilung „Sulfide mit M : S < 1 : 1“, wo er gemeinsam mit Calaverit, Kostovit, Krennerit, Montbrayit und Sylvanit in der Gruppe „Gold-Silber-Telluride“ mit der Systemnummer II/C.04 steht.
In der zuletzt 2018 überarbeiteten Lapis-Systematik nach Stefan Weiß, die formal auf der alten Systematik von Karl Hugo Strunz in der 8. Auflage basiert, erhielt das Mineral die System- und Mineralnummer II/D.15-020. Dies entspricht ebenfalls der Abteilung „Sulfide mit dem Stoffmengenverhältnis Metall : S,Se,Te < 1 : 1“, wo Nagyágit zusammen mit Buckhornit, Jaszczakit, Jonassonit, Montbrayit und Museumit eine unbenannte Gruppe mit der Systemnummer II/D.15 bildet.
Die von der International Mineralogical Association (IMA) zuletzt 2009 aktualisierte 9. Auflage der Strunz’schen Mineralsystematik ordnet den Nagyágit zwar auch in die Klasse der „Sulfide und Sulfosalze (Sulfide, Selenide, Telluride, Arsenide, Antimonide, Bismutide, Sulfarsenide, Sulfantimonide, Sulfbismutide)“, dort jedoch in die Abteilung „Sulfosalze mit SnS als Vorbild“ ein. Diese ist zudem weiter unterteilt nach den in der Verbindung vorherrschenden Metallen. Das Mineral ist entsprechend seiner Zusammensetzung in der Unterabteilung „Mit Cu, Ag, Fe, Sn und Pb“ zu finden, wo es als einziges Mitglied eine unbenannte Gruppe mit der Systemnummer 2.HB.20a bildet.
In der vorwiegend im englischen Sprachraum gebräuchlichen Systematik der Minerale nach Dana hat Nagyágit die System- und Mineralnummer 02.11.10.01. Auch dies entspricht der Klasse der „Sulfide und Sulfosalze“ und dort der Abteilung „Sulfidminerale“. Hier findet er sich innerhalb der Unterabteilung „Sulfide – einschließlich Seleniden und Telluriden – mit der Zusammensetzung AmBnXp, mit (m+n) : p = 2 : 3“ als einziges Mitglied in einer unbenannten Gruppe mit der Systemnummer 02.11.10.

## Kristallstruktur
Nagyágit kristallisiert monoklin in der Raumgruppe P21/m (Raumgruppen-Nr. 11) mit den Gitterparametern a = 4,22 Å; b = 4,18 Å; c = 15,12 Å und β = 95,4° sowie zwei Formeleinheiten pro Elementarzelle.

## Eigenschaften
Vor dem Lötrohr auf Kohle ist Nagyágit leicht schmelzbar, wobei sich gelbes Blei(II)-oxid und in einiger Entfernung weiße Tellurige Säure absetzt. Nach längerem Blasen wird schließlich ein Goldkorn ausgeschieden. Aufgelöst in Salpetersäure scheidet Nagyágit Gold ab, und in Königswasser Blei(II)-chlorid sowie Schwefel.

## Bildung und Fundorte
Nagyágit findet sich in gold- und tellurhaltigen hydrothermalen Gängen. In der Typlokalität bei Săcărâmb tritt es zusammen auf mit Altait, Petzit, Stützit, Sylvanit, Tellurantimon, Coloradoit, Krennerit, gediegen Arsen und Gold, Proustit, Rhodochrosit, Arsenopyrit, Sphalerit und Tetraedrit. Eine andere Paragenese mit Calaverit, Gold, Tellurobismutit, Altait, Galenit, Pyrit  findet sich z. B. in der Bohuliby-Mine in Tschechien.
Als seltene Mineralbildung konnte Nagyágit nur an wenigen Fundorten nachgewiesen, wobei bisher (Stand 2015) rund 70 Fundorte als bekannt gelten. Neben seiner Typlokalität Săcărâmb trat das Mineral in Rumänien noch bei Baia de Arieș im Kreis Alba und in der Kupfer-Gold-Lagerstätte „Musariu“ bei Brad im Kreis Hunedoara auf.
Der bisher einzige bekannte Fundort in Österreich ist die Grube Stüblbau bei Schellgaden in der Salzburger Gemeinde Muhr und der ebenfalls bisher einzige bekannte Fundort in der Schweiz ist Gondo im Kanton Wallis.
Weitere Fundorte sind unter anderem die „El Sid Mine“ bei Koptos in Ägypten; die Farallón Negro Mine im argentinischen Departamento Belén; die armenischen Provinz Kotajk; Western Australia (Australien); die „Chelopech Au-Cu Mine“ bei Panagjurischte in Bulgarien; die „El Hueso Mine“ bei Diego de Almagro in der chilenischen Región de Atacama; die „Emperor Mine“ bei Vatukoula auf den Fidschi-Inseln; die „Kawazu Mine“ bei Shimoda in Japan; der „Olive Mabel claim“ (British Columbia) und die „Huronian Mine“ (Ontario) in Kanada; die „Sahuayacan Mine“ im mexikanischen Bundesstaat Chihuahua; die „Sylvia Mine“ bei Thames in Neuseeland; Böhmen in Tschechien; im ehemaligen Bergwerk Clogau bei Bontddu in Wales (UK) sowie in mehreren Regionen der Vereinigten Staaten (USA).

## Verwendung
Aufgrund seiner Seltenheit besitzt Nagyágit nur eine geringe Bedeutung als Golderz.